# Kenji Siratori
Kenji Siratori (Chitose, 13 marzo 1975) è uno scrittore giapponese di genere cyberpunk noto per le sue opere multimediali sperimentali. Il suo primo libro, Blood Electric, è stato pubblicato nel 2002. È considerato un esponente del movimento letterario "bizarro".

## Biografia
Nel 2005 inizia il suo progetto di collaborazione con gruppi e musicisti della scena industrial, ambient, EBM e goth internazionale nelle vesti di autore di testi, voce narrante e video maker.. In Italia ha collaborato con numerosi gruppi e musicisti fra i quali Satanismo Calibro 9, Pietro Riparbelli, Der Bekannte Post Industrielle Trompeter, Federico Barabino e Maurizio Bianchi.

## Opere
- Blood Electric (2002)
- Headcode (2004)
- Human_Worms (2004)
- Smart-d (2004)
- (debug.) (2004)
- GIMMICK (2005)
- GENEDUB (2006)
- Acidhuman Project (2006)
- Nonexistence (2006)
- HACK_ (2011)
- Googleplex Otakky (2012)
- Witzelsucht (2012)
- Cruel Akihabara Eroguro Mutants (2013)

## Discografia parziale

### Album
- Kenji Siratori + Saynal: The Instrument (2007)
- Mechanical Hunting For Grotesque (2006)
- GX Jupitter-Larsen / Kenji Siratori: Japanese Spoken Noise (2006)
- Kenji Siratori: Gene TV (ocp Archiviato il 15 settembre 2015 in Internet Archive. + t3tsuo plays Kenji Siratori) (2006)
- Andrew Liles & Kenji Siratori "The Vortex Vault" (2006)
- FUCKNAMLOAD (2006)
- NORDVARGR / BEYOND SENSORY EXPERIENCE vs. KENJI SIRATORI – HYPERGENOME666 (2006)
- ABBILDUNG vs. Kenji Siratori - The meaning of Word is Sound (2006)
- Human Body Pill (2006)
- Kill All Machines (2006)
- KENJI SIRATORI + PENDRO: Terminal Machine (2006)
- Juxtaposition feat. Kenji Siratori w/ Ctephin & Nymphs Or Satyrs (2006)
- Kenji Siratori + Torturing Nurse: Mad Blockhead Tale (2006)
- Kenji Siratori vs. Disthroned Agony: Kenji Siratori vs. Disthroned Agony (2006)
- Sempervirens vs. Kenji Siratori: An Ordinary Day (2007)
- FRANCK VIGROUX vs. KENJI SIRATORI: Pituitary Desert (2007)
- Human Exit (2007)
- Pop Culture Rape Victim / Kenji Siratori: Various Speech Patterns (2007)
- Kenji Siratori featuring Mariano Equizzi: GENETIC SEA (2007)
- Mind Necrosis Factor vs. Kenji Siratori: Cruel Emulator (2007)
- Kenji Siratori / Djet: Narcolepsy Suicide (2007)
- Kenji Siratori / Suburbia Melting: LEVEL (2007)
- FIRST HUMAN FERRO / KENJI SIRATORI: Adamnation (2007)
- Corpse Mechanism (2007)
- Kenji Siratori / Ohmnoise: GENETICS (2007)
- Akrabu / Kenji Siratori: Paradise Apparatus (2007)
- Karsten Hamre vs. Kenji Siratori: Placenta World (2007)
- Melek-tha & Kenji Siratori: Schizophrenik Extermination Corporation (2007)
- Bonemachine featuring Kenji Siratori: Crypt Child (2007)
- Roto Visage & Kenji Siratori: Tragedy Lobotomy (2007)
- Out of Control (2007)
- Kenji Siratori & Golden Age: Psychotronic (2007)
- Crown Now with Special Guest Vocalist Kenji Siratori (2007)
- Kenji Siratori: Chromosome Murder (2007)
- objekt4 vs KENJI SIRATORI: Mind Corpse (2007)
- Randy Greif & Kenji Siratori: Narcoleptic Cells (2007)
- Tortured by Turtles feat. Kenji Siratori "Vilnius qui dort" (2007)
- BMR Nord vs Kenji Siratori "Dr( )m3 K( )r3" (2007)
- Kenji Siratori & Stephen Flinn "Clone Escape" (2007)
- Echoes Therein Gale feat. Kenji Siratori "Virgin Clone" (2008)
- Khadeaux Vs Kenji Siratori (2008)
- D.B.P.I.T. & Kenji Siratori "Cosmic Playground" (2008)
- The Adjective Noun & Kenji Siratori: "Optique Acoustique No. 1" {VHS} (2008)
- Vladimír Hirsch vs. Kenji Siratori "Epidemic Mind" (2008)
- Kenji Siratori "Cyber Sphere" (2009)
- Alexander Kibanov & Kenji Siratori "Rasputin" (2009)
- Julian Bonequi & Kenji Siratori "Mandorla Autum Net Project" (2009)
- The Beauty Noise Featuring Kenji Siratori "AMP Records" (2009)
- Cris X & Kenji Siratori  "Bleed" (2009)
- Brain Collapse (2010)
- Kenji Siratori & Lezet 'Double Bind'"Surrism-Phonoethics" (2010)
- Kenji Siratori & Salomé Lego Playset & Susanna Laterza "Sabaku no Genkai" ( Spettro Records ) (2010)
- Kenji Siratori & DBPIT "Outerlarvas" (Spettro Records) (2010)

### Partecipazioni
- Neikka RPM: Rise Of The 13th Serpent (2006)
- Hypnoskull: Panik Mekanik (2006)
- Splinter vs. Stalin: Frassiconsole (2006)
- Bahntier: Blindoom (2006)
- Portion Control: Filthy White Guy (2006)
- David Toop: Sound Body (2007)
- Rec_Overflow: Beetch Ep (2007)
- Prometheus Burning: Retribution (2007)
- Apoptose: Schattenmaedchen (2007)
- Freeze Etch: Pejorative (2007)
- Contagious Orgasm: Ripple (2007)
- White Darkness: Nothing (2007)
- Pride And Fall: In My Time Of Dying (2007)
- Config.Sys: Back And Forth (2007)
- MALATO: Avant Pop Muzak (2007)
- Liar's Rosebush + Scrape[dx]: Nonsense (2007)
- OTX: A World In Red (2007)
- Bleiburg: Shadows Will Survive (2007)
- Crash-Symptom: The Flood (2007)
- Renfield's Syndrome: Insane Asylum (2007)
- Ssick: Remaking of XT-TX (2008)
- StarofAsh: The Thread (2008)